# Skrunda-1
Skrunda-1 è stata una città chiusa e una base militare sovietica, situata nella Repubblica Socialista Sovietica Lettone, e oggi ridotta a città fantasma.
Essa dista circa sei chilometri dall'abitato di Skrunda, nell'attuale Lettonia, e circa 140 chilometri dalla capitale lettone, Riga.

## Storia
Durante la Guerra Fredda, la città ospitò circa 5.000 abitanti, perlopiù militari russi, che poi la abbandonarono in seguito al crollo dell'Unione Sovietica. Essa ha ospitato, a scopo militare, una stazione radar, chiamata Hen House, costruita negli anni sessanta.
In relazione all'accordo "Riguardo allo stato legale della stazione radar di Skrunda durante il temporaneo periodo di funzionamento e lo smantellamento", siglato dalla Lettonia e dalla Federazione Russa il 30 aprile del 1994, fu concesso alla Federazione Russa di mantenere in funzionamento la stazione radar per quattro anni, dopodiché la Russia avrebbe dovuto smantellare completamente la Hen House entro diciotto mesi. La data di termine dell'accordo era inizialmente fissata per il 29 febbraio del 2000, ma la Russia chiese una proroga fino a quando non fosse diventata operativa la nuova stazione radar Daryal, situata vicino Baranovichi. Lo Stato lettone rigettò tale richiesta, e lo smantellamento della Hen House venne ultimato nel settembre del 1998.
Tutto il materiale di valore venne ovviamente portato via dai russi, che però di fatto lasciarono dietro di loro una città fantasma, abbandonata a se stessa, che tuttora comprende una settantina di edifici, tra i quali un ospedale e una scuola. L'area è stata dichiarata riserva naturale, finché, nel 2010, dodici anni dopo essere stata abbandonata, il governo lettone non l'ha messa sul mercato al prezzo base di 210.000 euro. Il 5 febbraio 2010 la città è stata acquistata da un uomo d'affari russo al prezzo di circa tre milioni di euro.